# Višňové-Tunnel
Der Višňové-Tunnel (slowakisch Tunel Višňové) ist ein in Bau befindlicher Autobahntunnel in der Nordslowakei, der als Teil der Autobahn D1, Bauabschnitt Lietavská Lúčka–Dubná Skala (11,3 km) errichtet wird. Mit seiner Länge von 7.520 Metern wird der Tunnel zum längsten Kunstbauwerk der D1 sowie zum längsten Tunnel der Slowakei und sollte ursprünglich 2023 fertiggestellt sein. Inzwischen wird mit einer Fertigstellung und Verkehrsfreigabe im Jahr 2025 gerechnet. Vom Anfang an werden zwei Röhren gebaut. Nach aktuellen Planungen sind noch zwei längere Tunnel, der Hradište-Tunnel mit etwa 8,4 km als Teil der Schnellstraße R1 zwischen Slovenská Ľupča und Korytnica sowie der fast 12 km lange Karpaty-Tunnel bei Bratislava im Zuge der Autobahn D4 geplant.

## Beschreibung
Der Tunnel wird das Gebirgsmassiv der Lúčanská Fatra, Teil der Kleinen Fatra durchqueren. Den Westportal findet man südöstlich des Ortszentrums von Višňové und westlich des Bergs Hoblík (933,6 m n.m.), der Ostportal liegt ein paar hundert Meter südöstlich des Steinbruchs Dubná Skala, einem Teil der Stadt Vrútky, unmittelbar vor der Anschlussstelle Dubná Skala (km 212). Der Lüftungsschacht befindet sich etwa 1.800 Meter vom Westportal entfernt.

## Geschichte

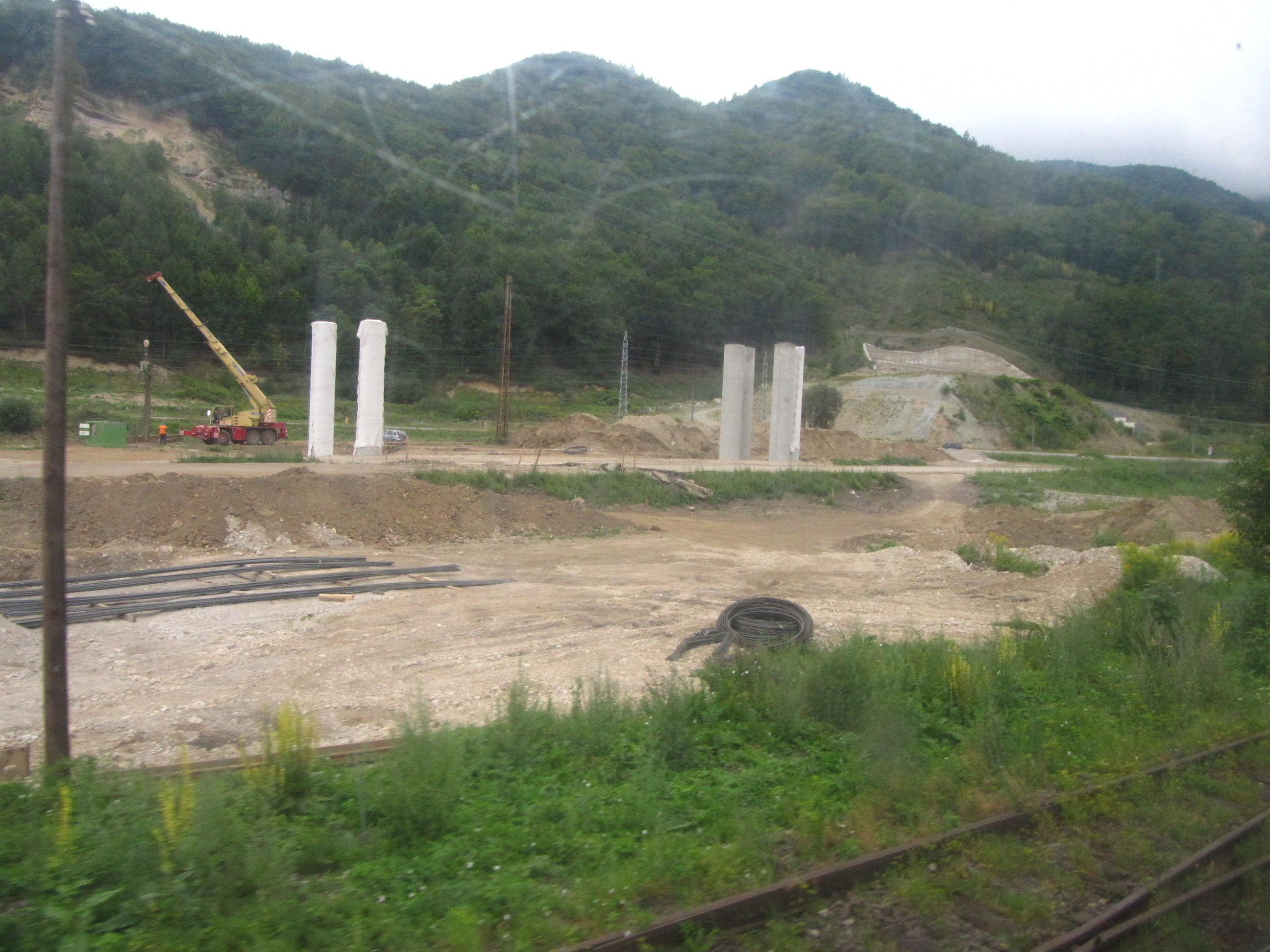
Ostportal im August 2012, im Vordergrund Bau der Anschlussstelle Dubná Skala

Planungen für einen Tunnel unter der Kleinen Fatra existieren seit den 1960er Jahren, doch erst in den 1990er Jahren nahm man Schritte zur Realisierung des Bauwerks. Mit dem Bau des Erkundungsstollens wurde im September 1998 nach einer feierlichen Grundsteinlegung gleichzeitig von beiden Portalen begonnen. Von Višňové heraus verwendete man neue österreichische Tunnelbaumethode (NÖT), von Dubná Skala eine Tunnelbohrmaschine Typ TBM ATB 35 HA. Dieses Vorhaben wurde am 24. August 2002 beendet: insgesamt wurde ein 7480 Meter langer Erkundungsstollen gebohrt, davon entfallen 3118 Meter auf die West- und 4362 Meter auf die Ostseite.
Nach ersten Planungen sollte der Bau des betroffenen Autobahnabschnitts 2003 beginnen, der Baubeginn wurde aber mehrmals, zumeist aus finanziellen Gründen, verschoben. Zu einem weiteren „offiziellen Baubeginn“ kam es im Februar 2010 nach Grundsteinlegung durch damaligen Verkehrsminister Ľubomír Vážny im Rahmen des PPP-Projekts. Damals rechnete man mit einer Fertigstellung im Halbjahr 2014, nach einem Regierungswechsel wurden aber noch nicht begonnene PPP-Projekte storniert.
Der öffentliche Wettbewerb für den Abschnitt Lietavská Lúčka–Dubná Skala begann im Dezember 2011, wurde aber durch mehrere Einsprüche und Berufungen verzögert. Erst im Juni 2014 wurde mit dem Konsortium der italienischen Baufirma Salini Impregilo und slowakischen Dúha a. s. ein Bauvertrag im Wert von 410 Millionen Euro (ohne MwSt.) unterzeichnet, der eine Bauzeit von 66 Monaten bis Dezember 2019 vorsieht. Die diesmal dritte Grundsteinlegung erfolgte am 17. Juni 2014, die Bohrung begann offiziell am 9. Juni 2015 mit einem Feierakt. Der Erkundungsstollen zwischen den beiden entstehenden Tunnelröhren wird zwecks Entwässerung beibehalten.
Der Durchschlag der ersten Röhre fand am 28. August 2018 statt, jener der zweiten Röhre folgte in der ersten Septemberwoche. Entgegen den ursprünglichen Planungen verzögerten sich die Arbeiten um neun Monate. Im Frühjahr 2019 kam es zu Streitigkeiten zwischen dem Bauherrn, NDS a. s. und dem Baukonsortium, nachdem unter anderem Zahlungen an Lieferer und Subunternehmen seitens des Baukonsortiums ausgeblieben waren. Sie führten im März 2019 zur Beendigung des Bauvertrags und anschließender Räumung der Baustelle. Ein neuer Wettbewerb sollte noch im Jahr 2019 ausgeschrieben worden sein, tatsächlich kam es dazu erst ein Jahr später. Am 23. April 2021 kam es zum Vertragsabschluss mit dem schwedischen Unternehmen Skanska im Wert von 255 Millionen Euro, mit der vorgesehenen Bauzeit bis Ende 2023. Inzwischen traten Schäden im Tunnel als Folge von Baumängeln und unzureichender Konservierung der verlassenen Baustelle auf. Einerseits fehlte die permanente Tunnelwandung auf ungefähr einem Drittel der Tunnellänge, andererseits gab es Wasserschäden wegen nicht funktionierender Wasserableitung, die zur Bodenerosion und Gefährdung der Stabilität der temporären Wandung führte. Die technologische Ausstattung des Tunnels wurde separat behandelt: Zu einem Vertragsabschluss mit dem Unternehmen PPA Controll im Wert von 54,4 Millionen Euro kam es erst am 2. Oktober 2023. Die angesetzte Frist für die Installation der Ausstattung von 550 Tagen ermöglicht eine Eröffnung frühestens im Frühling 2025.
Die folgende Tabelle fasst den Fortschritt bei der Bohrung beider Tunnelröhren zusammen (Quellen:  und ):
| Stand am…        | Nordröhre Westportal | Nordröhre Ostportal | Südröhre Westportal | Südröhre Ostportal |
| ---------------- | -------------------- | ------------------- | ------------------- | ------------------ |
| 16. Februar 2016 | 660 m                | 484 m               | 410 m               | 322 m              |
| 5. April 2016    | 798 m                | 627 m               | 636 m               | 452 m              |
| 24. August 2016  | 1263,29 m            | 1395,60 m           | 1133,16 m           | 1162,63 m          |
| 15. Februar 2017 | 1693 m               | 2232 m              | 1538 m              | 1947 m             |
| 10. März 2018    | 2791,76 m            | 3640,04 m           | 2602,94 m           | 3618,47 m          |
| Insgesamt        | 6431,8 m             | 6431,8 m            | 6221,41 m           | 6221,41 m          |